# AGM-154 JSOW
AGM-154 JSOW（英語: Joint Standoff Weapon）は、テキサス・インスツルメンツ社が開発した滑空誘導爆弾/空対地ミサイル。アメリカ空軍・海軍・海兵隊の統合開発計画に応じて開発されており、防衛部門の譲渡に伴って現在ではレイセオン社が主契約者となっている。

## 開発
JSOWの開発は、アメリカ海軍・海兵隊による先進統合兵装システム（AIWS）計画に、アメリカ空軍のスタンドオフ兵器計画が合流する形で着手された。これは、クラスター爆弾などを敵防空網の射程外から投じることができるスタンドオフ兵器の開発を目的としており、誘導手段としてはGPSが採用された。動力はもたないが、大型の滑空翼によって射程を確保するほか、弾体設計にはステルス性への配慮も導入されている。AIWS計画は、1991年にテキサス・インスツルメンツ社が契約を獲得して開発に着手しており、1992年にJSOW計画が開始されるに当たって、これらのAIWS計画の成果はそのまま踏襲された。
初期の量産型としては、クラスター弾頭（BLU-97/B）のJSOW-A（AGM-154A）、対機甲部隊用クラスター弾頭のJSOW-B（AGM-154B）、掩蔽壕破壊用単弾頭（BROACH）のJSOW-C（AGM-154C）が計画されたが、このうちJSOW-Bはのちにキャンセルされた。基本型となるJSOW-Aは1998年12月17日の砂漠の狐作戦において、米海兵隊機より投下されて実戦投入されたのち、1999年より全規模量産を開始した。また、2007年より、生産はGPSの誘導精度向上やコスト低減策を講じたブロックIIに移行した。
その後、AGM-154Aをもとに弾頭をBLU-111/Bの単弾頭に変更した輸出用のJSOW-A1（AGM-154A-1）、JSOW-Cをもとにリンク 16による中間誘導を導入することで洋上移動目標の攻撃能力を付与したJSOW-C1（ブロックIII）なども開発されたほか、ターボジェットエンジンを搭載して射程を300海里 (560 km)に延伸したJSOW-ERも開発されている。

## 運用国
- オーストラリア
- カナダ
- ギリシャ - 2024年時点で、ギリシャ空軍がAGM-154Cを保有[1]。
- フィンランド - 2024年時点で、フィンランド空軍がAGM-154Cを保有[2]。
- ポーランド
- シンガポール - 2023年時点で、シンガポール空軍がAGM-154A/Cを保有[3]。
- トルコ
- アメリカ合衆国
- オランダ
- 中華民国